# Tanytarsus khandariensis
Tanytarsus khandariensis är en tvåvingeart som beskrevs av Singh och Kulshrestha 1976. Tanytarsus khandariensis ingår i släktet Tanytarsus och familjen fjädermyggor. Inga underarter finns listade i Catalogue of Life.